# Partido Demócrata de la Capital Federal
El Partido Demócrata de la Capital Federal (PDCF o PD CF) o Partido Demócrata de la Ciudad Autónoma de Buenos Aires (PDCABA o PD CABA) es un partido político de Argentina, con personería jurídica de distrito en la Ciudad Autónoma de Buenos Aires.
El partido hasta 1945 se denominaba Partido Demócrata Nacional, el cual formaba parte de la histórica Alianza Concordancia, gobernó Argentina durante la llamada década infame (1932-1943). El partido se identifica con el liberalismo conservador que mantuvo un rol protagónico en la política argentina de fines del siglo XIX y la primera mitad del siglo XX. Se lo considera continuador del Partido Autonomista Nacional (1872-1916). Con la disgregación de la estructura nacional de Partido Demócrata a partir de 1957, el Partido Demócrata de la Capital Federal reasumió su independencia. 
En 2018 fue uno de los seis partidos distritales que refundaron el Partido Demócrata, a nivel nacional. El PDCF ha mantenido una sólida alianza distrital con el macrismo desde 2003, que le permitió ganar el gobierno de la Ciudad de Buenos Aires en cinco elecciones sucesivas desde 2007, razón por la cual se ha enfrentado al resto de los partidos del PD, que en 2022 abandonaron la alianza con Juntos por el Cambio, para apoyar la candidatura presidencial de Javier Milei, en la alianza La Libertad Avanza. Finalmente el 6 de junio de 2023, el PDCABA resolvió abandonar JxC para integrar LLA, integrándose así al resto del Partido Demócrata.

## Historia
El partido se fundó oficialmente el 31 de julio de 1931 como Partido Demócrata Nacional, en un contexto de reorganización de las fuerzas conservadoras tras el golpe de Estado de 1930 contra Hipólito Yrigoyen. Su primer presidente fue Robustiano Patrón Costas. Desde entonces formó parte de la Concordancia, que gobernaría el país mediante el fraude patriótico hasta ser derrocados por el golpe de Estado de 1943. La Unión Cívica Radical, histórico adversario de los conservadores, vetó la participación del Partido Demócrata Nacional en la Unión Democrática que se enfrentaba a Perón en las elecciones presidenciales de 1946, por lo que el PDN presentó una lista corta de legisladores que obtuvo solo el 1.54 % de los votos, marcando el inicio de la decadencia del partido a nivel nacional. El 22 de julio de dese mismo año el partido suprimió la palabra «Nacional» de su denominación por una resolución del gobierno peronista.
El partido obtiene sólo el 2,3 % en las elecciones presidenciales de 1951 y el 1,4 % en las elecciones a vicepresidente de 1954. En 1957 el dirigente demócrata Vicente Solano Lima funda el Partido Conservador Popular, mermando aún más al partido, que ya había visto fugarse miembros al Partido Peronista en 1946.
En este contexto, para las elecciones presidenciales de 1958 los demócratas deciden dejar caer la estructura del partido a nivel nacional y refugiarse en los distritos donde tenían más fuerza para unirse con otros partidos conservadores regionales, fundando la Federación Nacional de Partidos de Centro. El mejor resultado de esta confederación fue el casi 7 % que sacaron en las elecciones presidenciales de 1963.
Desde entonces, el Partido Demócrata formó parte de distintas confederaciones de partidos de centroderecha, siendo miembro fundador de la alianza Propuesta Republicana en 2005 y Cambiemos en 2015; estando enrolado dentro de Juntos por el Cambio hasta junio de 2023, cuando decidió apoyar a La Libertad Avanza.

### Historia de la Sede Central
El presidente Agustín P. Justo, al asumir su mandato, debió enfrentar la crisis de 1929, y entre las medidas implementadas, redujo en un porcentaje importante las dietas de todos los legisladores. Asumida la primera Presidencia de Juan D. Perón, un grupo de Diputados y Senadores de otras fuerzas políticas solicitó al gobierno la restitución de las dietas que no habían percibido, quien respondió favorablemente el pedido. Los legisladores demócratas que se veían favorecidos con esta resolución, en un primer momento pensaron en negarse a recibir el reintegro de sus dietas. Sin embargo, a propuesta de uno de los beneficiarios se resolvió, con los aportes reintegrados de las dietas y con otros realizados por dirigentes, adquirir una sede partidaria. En consecuencia, se resolvió adquirir a la sucesión Bengolea el inmueble de la calle Rodríguez Peña 525. La escritura se realizó el 1 de septiembre de 1946 en la escribanía Vaccaro y firmó la escritura por los adquirientes el Dr. Reynaldo Pastor. Contribuyeron a la adquisición del inmueble: Robustiano Patrón Costas, Luis Duhau, Felipe Yofre, Santiago Sánchez Elía, Luis Grisolía, Orlando Williams Alzaga, Carlos Alberto Pueyrredón, Rodolfo Corominas Segura, Nicolás Avellaneda (h), Daniel Solanas Agüero y Julio Avellaneda. La sede es un condominio compartido con el Partido Demócrata de la provincia de Buenos Aires, quienes utilizan el 2º piso del edificio en forma exclusiva.

## Presidentes del Partido
| Período                   | Presidente                          |
| ------------------------- | ----------------------------------- |
| 1932-1940                 | Joaquín de Anchorena                |
| 1940-1946                 | Gastón Lacaze                       |
| 1946-1950                 | Felipe Yofre                        |
| 1950-1952                 | Adolfo Mugica                       |
| 1952-1956                 | Gastón Lacaze                       |
| 1956-1962                 | Oscar D. Vicchi                     |
| 1962-1966                 | Jorge Mariano Almada                |
| 1967-1973                 | José Antonio Rodríguez Vivanco      |
| 1973-1974                 | Alberto Gourdy Allende              |
| 1975-1976                 | Matilde Pérez del Cerro de Manetti  |
| 1976-1982                 | Ángel Ramón Castro Pintos           |
| 1982-1983                 | José Antonio Rodríguez Vivanco      |
| 1983-1985                 | Juan Carlos Lynch                   |
| 1985-1987                 | Carlos María Martínez               |
| 1987-1991                 | Alfonso de Laferrere                |
| 1991-1994                 | Roberto Azaretto                    |
| 1994-1996                 | Federico Pinedo                     |
| 1996-1998                 | Alberto Allende Iriarte             |
| 1998-2000                 | Juan Carlos Lynch                   |
| 2000-2002                 | Enrique Cossio                      |
| 2002-2005                 | Alfonso de Laferrere                |
| 2005-2007                 | Elena Mitjans                       |
| 2007-2009                 | Federico Young                      |
| 2009-2013                 | Alberto Allende Iriarte             |
| 2013-2014                 | Eduardo A. Santamarina              |
| junio-octubre 2014        | Juan José Guaresti (n)              |
| noviembre 2014-marzo 2015 | Cristina Quinteros                  |
| 2015- 2017                | Ricardo Balestra                    |
| 2018- 2019                | Alberto Allende Iriarte             |
| 2020-2023                 | Monica Alfonso de Fait              |
| 2023- Actualidad          | María Elena Vada(Presidente Actual) |

### Otros herederos locales del PDN
- Partido Demócrata de Mendoza
- Partido Demócrata de San Luis
- Partido Demócrata de Buenos Aires
- Partido Autonomista de Corrientes
- Partido Demócrata de Córdoba